# NGC 6397
NGC 6397 ist ein 7.200 Lichtjahre entfernter Kugelsternhaufen im Sternbild Altar am Südsternhimmel.  NGC 6397 hat einen Durchmesser von 31 Bogenminuten und eine scheinbare Helligkeit von 5,3 mag.
NGC 6397 ist der zweitnächste Kugelsternhaufen nach M4 und nur wenig weiter weg als dieser. Im Gegensatz zu M4 wird er aber nicht von einer interstellaren Wolke verdunkelt, so dass die Einzelsterne in NGC 6397 die am einfachsten zu beobachtenden sind. Er wird daher zusammen mit M4 sehr häufig zu wissenschaftlichen Untersuchungen herangezogen. Bei einer dieser Untersuchungen wurde zufällig zwischen den Sternen von NGC 6397 eine etwa 1 Milliarde Lichtjahre entfernte elliptische Galaxie gefunden, die ihrerseits wieder von einem Schwarm aus rund 200 Kugelsternhaufen umgeben ist. Dabei handelt es sich um die bislang entfernteste bekannte Ansammlung von Kugelsternhaufen.
Neuere Untersuchungen mit dem Hubble Space Teleskop deuten darauf hin, dass sich im Zentrum des Kugelsternhaufens mehrere stellare Schwarze Löcher befinden.
Das Objekt wurde im Jahre 1751 vom französischen Astronomen Nicolas Louis de Lacaille entdeckt.

Zentralbereich, aufgenommen mit dem Hubble-Weltraumteleskop
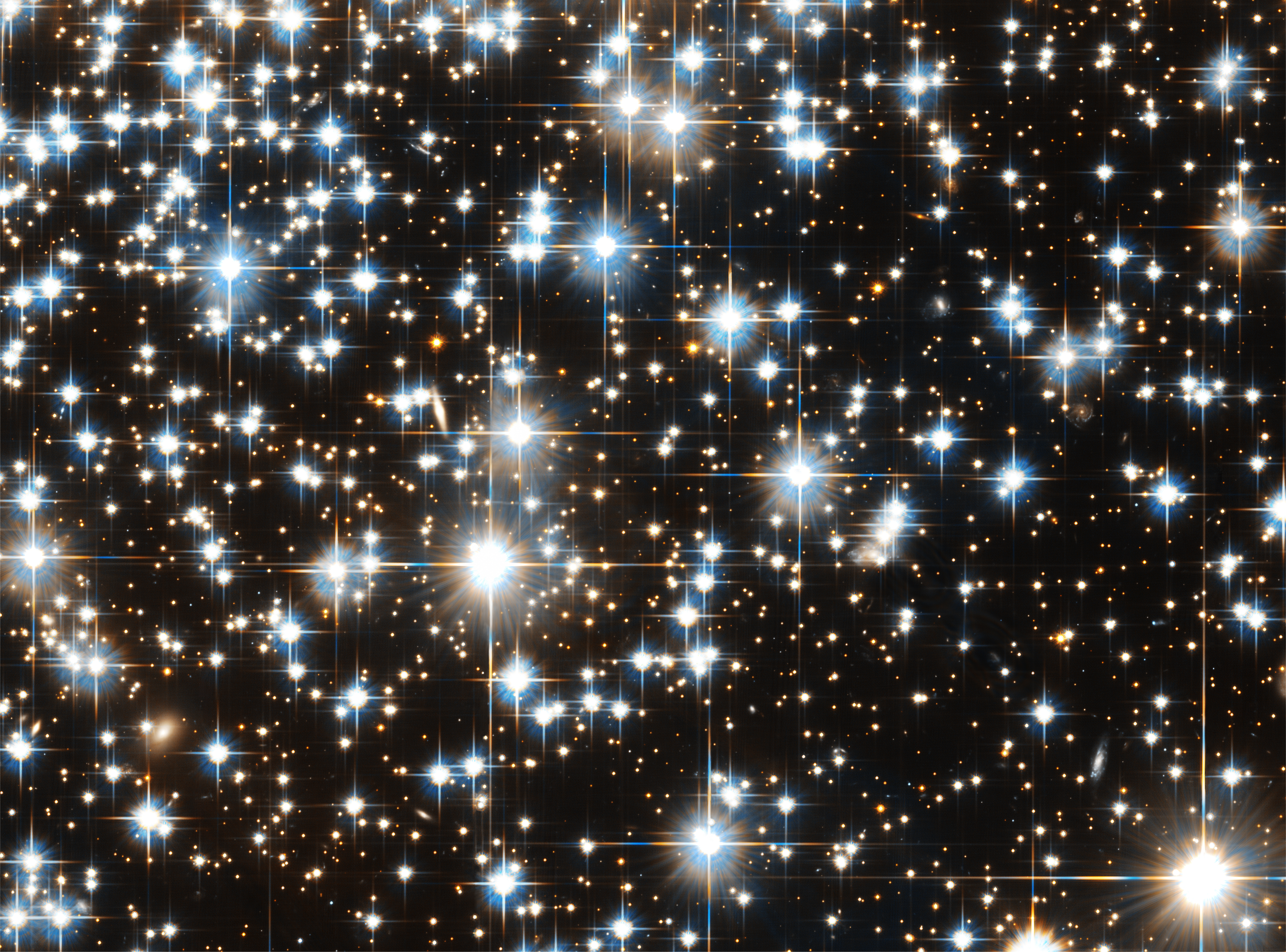
Ausschnitt mit Einzelsternen. Die Breite des Bildes entspricht etwa 1,5 Bogenminuten, dies entspricht etwa 4 Lichtjahren.
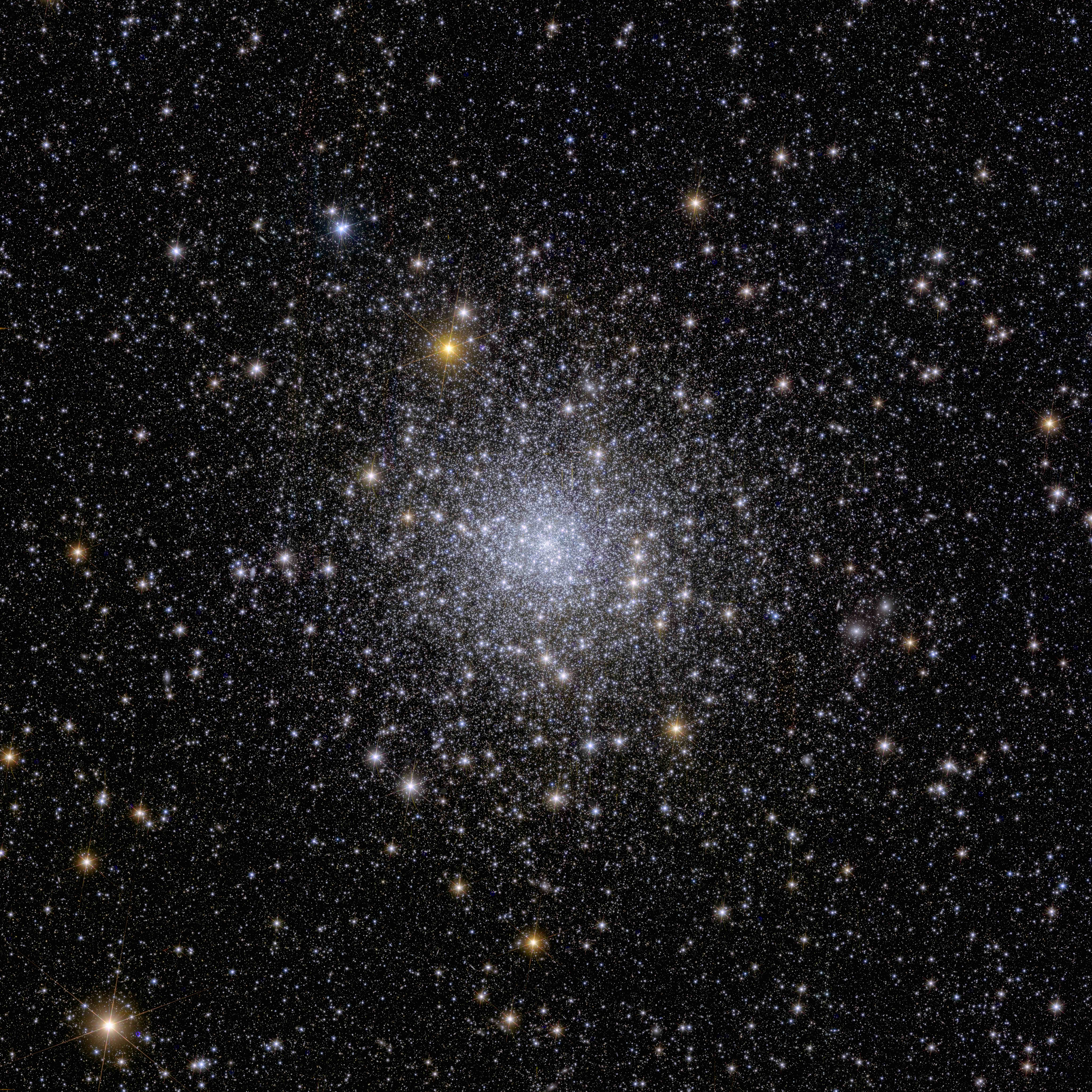
Aufnahme von NGC 6397 mithilfe des Weltraumteleskops Euclid